# Pristomyrmex foveolatus
Pristomyrmex foveolatus är en myrart som beskrevs av Taylor 1965. Pristomyrmex foveolatus ingår i släktet Pristomyrmex och familjen myror. Inga underarter finns listade i Catalogue of Life.